# Карл Гролман
Карл Гролман (30. јул 1777 – 1. април 1843) био је пруски генерал.

## Биографија
Још као млади официр, Гролман је радио на генералштабним пословима. Након Тилзитског мира (1807), постаје члан комисије за реорганизацију пруске војске. Желећи да се бори против Француза, Гролман 1809. године ступа у аустријску војску, а следеће године у Шпанску легију странаца. Године 1811. заробљен је од стране Француза, а две године касније учествује у биткама код Лицена и Бауцена. Допринео је победи у бици код Кулма. У операцијама 1815. године био је генералквартирмајстор Билхерове армије. После рата му је поверена реорганизација Генералштаба. Због сукоба са двором, Гролман се 1819. године повлачи из војне службе. Касније је служио као командант дивизије првог корпуса.